# Leptodactylodon perreti
Leptodactylodon perreti es una especie de anfibios de la familia Arthroleptidae.
Es endémica de Camerún.
Su hábitat natural incluye montanos tropicales o subtropicales secos, ríos, corrientes intermitentes, marismas de agua fresca y áreas rocosas.
Está amenazada de extinción por la pérdida de su hábitat natural.